# Letiště Vitebsk
Letiště Vitebsk (bělorusky Аэрапорт Віцебск – Aeraport Vicebsk, někdy s dodatkem Усходні – Uschodni – Východní pro odlišení od letecké základny Vitebsk) je letiště v Bělorusku. Leží dvanáct kilometrů na jihovýchod od Vitebska, podle kterého se jmenuje. Má jednu betonovou vzletovou a přistávací dráhu o délce 2606 metrů, na které mohou přistávat letouny až do velikosti Tu-154 nebo Il-76.
Pro civilní provoz slouží od roku 1934.